# 문런
특수한 가상훈련 기반 실내 에어로빅 운동 장치이다. 문런은 물리 치료사인 조나단 호프만에 의해 발명되었다. 또한 문런은 TRX System과 같은 다른 슬링 훈련 운동 장치와 유사하게 문, 벽걸이 또는 빔에 설치될 수 있다.

## 개요
문런은 유산소 능력, 코어 안정성, 유연성, 균형 및 강도를 개발하도록 신체를 훈련하는 일종의 서스펜션 훈련 시스템이다. 동작 감지기와 탄성 시스템을 사용하며 강도는 높지만, 충격이 적은 신체 훈련을 제공하도록 설계되었다. 이 장비는 가상훈련 환경에서 달리기, 걷기, 스프린트, 점프, 회전 및 쪼그리고 앉기와 같은 자연스러운 신체 움직임을 가능케 해준다.
문런은 전문 운동선수가 성적 향상을 위해 사용할 수 있으며, 신체 부상이나 운동 부족으로 운동을 할 수 없는 사람들도 사용할 수 있다. 개발자는 또한 사용자가 장비의 기능에 추가할 수 있는 새로운 가상훈련 운동 세계를 만들 수 있다.

## 역사
문런은 2016년 호주에서 교육을 받은 이스라엘의 물리 치료사[ 조나단 호프만과 이스라엘 텔 아비브의 인간 운동 연구원에 의해 발명되었다. 그는 실내 운동을 위한 새로운 에어로빅 서스펜션 트레이너를 개발하고자 하였고 이에 MoonRun을 설립하게 되었다.
호프만은 크리스천 호날두 (Cristiano Ronaldo)와 같은 운동선수들이 사용하는 운동 훈련 도구인 코어 얼라인 (CoreAlign)을 발명하기도 했다.

## 같이 보기
- TRX System